# Governatore del San Paolo
Il Governatore del San Paolo è il governatore dello Stato federato brasiliano del San Paolo.

## Elenco
| Ritratto | Nominativo          | Mandato          |
| -------- | ------------------- | ---------------- |
|          | Geraldo Alckmin     | 2001 - 2006      |
|          | Cláudio Lembo       | 2006 - 2007      |
|          | José Serra          | 2007 - 2010      |
|          | Alberto Goldman     | 2010 - 2011      |
|          | Geraldo Alckmin     | 2011 - 2018      |
|          | Márcio França       | 2018 - 2019      |
|          | João Doria          | 2019 - 2022      |
|          | Rodrigo Garcia      | 2022 - 2023      |
|          | Tarcísio de Freitas | 2023 - in carica |